# Monte Larenta
Il monte Larenta è un rilievo montuoso situato in territorio di Mara, nella Sardegna centrale. Ha altezza di 398 metri s.l.m.
Il monte è un vulcano estinto composto da andesiti basaltiche.